# Істон (Техас)
Істон (англ. Easton) — місто (англ. city) в США, в округах Грегг і Раск штату Техас. Населення — 499 осіб (2020).

## Географія
Істон розташований за координатами 32°22′55″ пн. ш. 94°35′28″ зх. д. / 32.38194° пн. ш. 94.59111° зх. д. (32.381929, -94.591243).  За даними Бюро перепису населення США в 2010 році місто мало площу 6,33 км², уся площа — суходіл.

## Демографія
Згідно з переписом 2010 року, у місті мешкало 510 осіб у 197 домогосподарствах у складі 129 родин. Густота населення становила 81 особа/км².  Було 214 помешкання (34/км²).
Расовий склад населення:
| - 60,6 % — чорних або афроамериканців - 18,6 % — білих - 1,4 % — азіатів - 0,6 % — корінних американців - 17,6 % — осіб інших рас |

До двох чи більше рас належало 1,2 %. Частка іспаномовних становила 27,1 % від усіх жителів.
За віковим діапазоном населення розподілялося таким чином: 25,3 % — особи молодші 18 років, 62,5 % — особи у віці 18—64 років, 12,2 % — особи у віці 65 років та старші. Медіана віку мешканця становила 36,9 року. На 100 осіб жіночої статі у місті припадало 93,9 чоловіків;  на 100 жінок у віці від 18 років та старших — 86,8 чоловіків також старших 18 років.
Середній дохід на одне домашнє господарство  становив 41 436 доларів США (медіана — 38 472), а середній дохід на одну сім'ю — 45 859 доларів (медіана — 41 406). За межею бідності перебувало 16,2 % осіб, у тому числі 23,9 % дітей у віці до 18 років та 18,6 % осіб у віці 65 років та старших.
Цивільне працевлаштоване населення становило 225 осіб. Основні галузі зайнятості: виробництво — 24,9 %, освіта, охорона здоров'я та соціальна допомога — 19,6 %, транспорт — 8,4 %, роздрібна торгівля — 8,4 %.